# (4967) Glia
(4967) Glia es un asteroide perteneciente al cinturón de asteroides, descubierto el 11 de febrero de 1983 por Norman G. Thomas desde la Estación Anderson Mesa (condado de Coconino, cerca de Flagstaff, Arizona, Estados Unidos).

## Designación y nombre
Designado provisionalmente como 1983 CF1. Fue nombrado Glia en homenaje a la palabra latina Glia cuya traducción tiene como significado 'pegamento'. También son las células que ayudan a componentes del tejido nervioso en el cerebro. Según una teoría, la estructura intrincada de la glía puede estar implicada en procesos cuánticos que generan ideas "nuevas", es decir, la invención.

## Características orbitales
Glia está situado a una distancia media del Sol de 3,149 ua, pudiendo alejarse hasta 3,275 ua y acercarse hasta 3,023 ua. Su excentricidad es 0,039 y la inclinación orbital 16,97 grados. Emplea 2041 días en completar una órbita alrededor del Sol.

## Características físicas
La magnitud absoluta de Glia es 11,3. Tiene 30,022 km de diámetro y su albedo se estima en 0,061.